# Lioness: Hidden Treasures
Lioness: Hidden Treasures ist das erste Kompilationsalbum der britischen Sängerin Amy Winehouse, das im Dezember 2011 erschien.

## Entstehung und Veröffentlichung
Alle Titel wurden von den mit Winehouse befreundeten Produzenten Salaam Remi und Mark Ronson ausgewählt.
Die Erstveröffentlichung von Lioness: Hidden Treasures erfolgte am 2. Dezember 2011 bei Island Records. Das Album erschien in seiner Originalausführung als CD (Katalognummer: 279 033 3) und LP (Katalognummer: 279 060 3) sowie zum Download mit zwölf Titeln.

## Inhalt
Hierauf befindet sich unter anderem Winehouses letzte Aufnahme, der Jazzstandard Body and Soul, den sie im Duett mit dem fast 60 Jahre älteren Jazzsänger Tony Bennett einsang. Weitere Coverversionen auf dem Album sind The Girl from Ipanema, Will You Still Love Me Tomorrow? (im Original von den Shirelles), Our Day Will Come (ursprünglich von Ruby & the Romantics) und A Song for You (von Leon Russell). Bei Tears Dry on Their Own, Wake up Alone und Valerie handelt es sich um unveröffentlichte Versionen von bereits veröffentlichten Songs. Bis dahin noch nicht veröffentlicht waren die Eigenkompositionen Like Smoke, Halftime, Best Friends und Between the Cheats. Like Smoke singt sie zusammen mit Nas, dessen Part allerdings erst nach Winehouses Tod aufgenommen wurde. Der Song wurde vorab im Internet veröffentlicht.

## Titelliste
1. Our Day Will Come
2. Between the Cheats
3. Tears Dry
4. Wake Up Alone
5. Will You Still Love Me Tomorrow
6. Valerie
7. Like Smoke (mit Nas)
8. The Girl from Ipanema
9. Halftime
10. Best Friends
11. Body and Soul (mit Tony Bennett)
12. A Song for You[1]

## Rezeption

### Rezensionen
Der Rolling Stone veröffentlichte eine mäßige Kritik zu dem Album. Der Song Cheat klinge beispielsweise „wie ein unentschlossener Back to Black-Outtake, mehr vom Gleichen in weniger gut“. Daneben gibt es auch Lob: A Song for You sei „berückend intensiv“ und vermittele „eine Ahnung davon, was Winehouse noch hätte leisten können“.
Ihr Vater Mitch sagte zu dem Album: „Ich habe so viel Zeit damit verbracht, Amy hinterherzujagen und ihr eine Standpauke zu halten, dass ich nie erkannt habe, was für ein wahres Genie sie war. Erst als ich mich hinsetzte und mit dem Rest der Familie dieses Album anhörte, erkannte ich die Bandbreite von Amys Talent“.

### Preise
Für das Album wurde Winehouse posthum für einen BRIT Award und Echo Pop nominiert.

## Kommerzieller Erfolg

### Chartplatzierungen
Lioness: Hidden Treasures avancierte zum Nummer-eins-Erfolg in den Niederlanden, Österreich, Portugal, der Schweiz und dem Vereinigten Königreich.
| ChartsChartplatzierungen       | Höchstplatzierung | Wochen |
| ------------------------------ | ----------------- | ------ |
| Deutschland (GfK)              | 3 (21 Wo.)        | 21     |
| Österreich (Ö3)                | 1 (24 Wo.)        | 24     |
| Schweiz (IFPI)                 | 1 (19 Wo.)        | 19     |
| Vereinigte Staaten (Billboard) | 5 (22 Wo.)        | 22     |
| Vereinigtes Königreich (OCC)   | 1 (29 Wo.)        | 29     |

| ChartsJahrescharts (2011)    | Platzierung |
| ---------------------------- | ----------- |
| Deutschland (GfK)            | 24          |
| Österreich (Ö3)              | 41          |
| Schweiz (IFPI)               | 33          |
| Vereinigtes Königreich (OCC) | 11          |

| ChartsJahrescharts (2012)      | Platzierung |
| ------------------------------ | ----------- |
| Deutschland (GfK)              | 83          |
| Österreich (Ö3)                | 29          |
| Schweiz (IFPI)                 | 17          |
| Vereinigte Staaten (Billboard) | 65          |
| Vereinigtes Königreich (OCC)   | 66          |

### Auszeichnungen für Musikverkäufe
| Land/Region                  | Auszeichnungen für Musikverkäufe (Land/Region, Auszeichnung, Verkäufe) | Verkäufe    |
| ---------------------------- | ---------------------------------------------------------------------- | ----------- |
| Australien (ARIA)            | Platin                                                                 | 70.000      |
| Belgien (BRMA)               | Platin                                                                 | 30.000      |
| Brasilien (PMB)              | Platin                                                                 | 40.000      |
| Dänemark (IFPI)              | Platin                                                                 | 30.000      |
| Deutschland (BVMI)           | Platin                                                                 | 200.000     |
| Europa (IFPI)                | Platin                                                                 | (1.000.000) |
| Irland (IRMA)                | 2× Platin                                                              | 30.000      |
| Italien (FIMI)               | Platin                                                                 | 60.000      |
| Kolumbien (ASINCOL)          | Gold                                                                   | 5.000       |
| Mexiko (AMPROFON)            | Gold                                                                   | 30.000      |
| Neuseeland (RMNZ)            | 2× Platin                                                              | 30.000      |
| Österreich (IFPI)            | Platin                                                                 | 20.000      |
| Polen (ZPAV)                 | Platin                                                                 | 20.000      |
| Portugal (AFP)               | Platin                                                                 | 15.000      |
| Russland (NFPF)              | Gold                                                                   | 10.000      |
| Schweiz (IFPI)               | Platin                                                                 | 30.000      |
| Spanien (Promusicae)         | Platin                                                                 | 40.000      |
| Vereinigte Staaten (RIAA)    | Platin                                                                 | 1.000.000   |
| Vereinigtes Königreich (BPI) | 3× Platin                                                              | 900.000     |
| Insgesamt                    | 3× Gold · 18× Platin ·                                                 | 2.560.000   |

Hauptartikel: Amy Winehouse/Auszeichnungen für Musikverkäufe